# 原岡一之
原岡 一之（はらおか かずゆき、1977年（昭和52年）- ）は、日本の能楽師（大鼓方葛野流）。重要無形文化財総合認定保持者である。
原岡正隆（祖父）及び亀井忠雄（人間国宝）、亀井広忠に師事し、9才で初舞台を踏む。欧州を中心に海外公演も経験。師匠譲りの気迫溢れる舞台が持ち味で、女性を中心に多くのファンを持つ。2017年（平成25年）に、重要無形文化財総合認定保持者に認定された。